# روبرت الثالث دي فورمس
روبرت الثالث (800 - 834) وأيضا معروف بـ روتبرت؛ كان كونت فورمس ورينغاو هو من عائلة فرنجية نبيلة تدعى روبرتيون؛ هو أبن روبرت من هيسباي.
من خلال زواجه من والدرادا دأورليان لديه أبن واحد روبرت القوي؛ وأيضا هو قريب الملكة إرمينغارد من هيسباي زوجة لويس الأول، إمبراطور روماني مقدس، وقريب القديس كرودغانغ من ميتز أيضا، من خلال أبنه هو سليل سلالة كابيتيون العريقة.